# Paul-Émile Pajot
Pour les articles homonymes, voir Pajot.
Paul-Émile Pajot né le 17 octobre 1873 à La Chaume (Les Sables-d'Olonne) où il est mort le 22 septembre 1929 est un marin pêcheur et peintre français.

## Biographie
(août 2016).
Paul-Émile Pajot est le fils de Paul Daniel Pierre Pajot (1840-1881) et de Victoire Pontoizeau (1852-1930). Après la mort de son père Paul, marin pêcheur qui avait participé à l’expédition mexicaine de Napoléon III, Paul-Émile Pajot devient lui-même marin pêcheur dès 1884 et embarque sur un sardinier, le Beauséjour, afin de subvenir à sa famille. Tout en continuant sa vie de marin, il développe son goût pour le dessin et la peinture. Victime d'un accident de navigation, il se met à peindre des ex-votos, des fixés sous verre, des aquarelles et des tableaux à l'huile illustrant la mer, les bateaux et la vie des pêcheurs, notamment vendéens ou encore ceux de l'île de Groix. 
En 1896, il épouse une amie d'enfance, Dalie Merlen (1876-1955). Ils auront sept enfants : Paul-André, Théodore, Gilbert, Vercingétorix, Rosalva, Salvador et Garibaldi.
En 1900, il débute la rédaction d'un journal intitulé Mes aventures. Cette chronique se poursuivra jusqu'en 1922 et remplira cinq ouvrages de 500 pages chacun. Ces recueils regroupent des textes et de très nombreuses illustrations peintes par l'auteur qu'il appelle « ses cadres ». Ces dessins, réalisés à la gouache ou aux crayons de couleur, représentent le plus souvent le thème de la mer (bateaux, faunes aquatiques, marins, naufrages…) et de l'actualité : Première Guerre mondiale, soldats, officiers, bâtiments et marine de guerre, etc.
En 1921, son travail artistique est remarqué par les peintres Albert Marquet et Jean Launois. Son style se rattache à l'art naïf. Albert Marquet lui commande plusieurs tableaux afin de les proposer à la vente à Paris. 
En 1924, le galeriste Pierre Loeb arrive de Paris pour sélectionner quelques œuvres (cadres, cul-de-lampe…) afin de préparer une future exposition dans sa galerie parisienne.
En 1925, la première exposition de Paul-Émile Pajot a lieu dans la galerie Pierre accompagnée de l'édition d'un catalogue des œuvres sélectionnées préfacé par l'écrivain Jean Cocteau.
La notoriété et un certain succès lui permettent de restaurer sa demeure de La Chaume aux Sables-d'Olonne.
En 1929, souffrant d'une affection pulmonaire, il trébuche sur les marches du perron de sa demeure et se fracture le crâne. Il meurt le lendemain des suites de ses blessures.

## Collections publiques
- Musée Sainte-Croix des Sables-d'Olonne.
- Principauté de Monaco, palais de Monaco.

## Publication
- Mes Aventures, journal inédit par Paul-Émile Pajot, présentation de Gérard Alain, éditions CVRH, 2015, 508 p. (prix du Cercle de la Mer 2016)  (ISBN 978-2-911253-69-0).